# Orléans (film)
Pour les articles homonymes, voir Orléans.
Orléans est un film français de moyen métrage réalisé par Virgil Vernier et sorti en 2013.

## Fiche technique
- Titre : Orléans
- Réalisation : Virgil Vernier
- Scénario : Virgil Vernier
- Photographie : Tom Harari
- Son : Julien Sicart et Simon Apostolou
- Montage : Emma Augier et Eulalie Korenfeld
- Société de production : Kazak Productions
- Pays d'origine :  France
- Durée : 58 minutes
- Date de sortie : France - 1er mai 2013

## Distribution
- Andréa Brusque
- Julia Auchynnikava

## Sélections
- 2012 : Festival de Locarno
- 2012 : Festival Entrevues Belfort
- 2012 : Festival du nouveau cinéma de Montréal
- 2013 : Festival Premiers Plans d'Angers
- 2013 : Festival du cinéma de Brive
- 2013 : Festival international du cinéma indépendant de Buenos Aires